# Stadio Osmanlı
Lo stadio Osmanlı è un impianto sportivo situato ad Ankara. Lo stadio viene usato principalmente per le gare casalinghe dell'Ankaraspor. L'impianto ha una capienza di 20.071 posti a sedere. Fu inaugurato nel 1974 e nel 2008 è stato ristrutturato.